# Las Manzanas, Jilotepec
Las Manzanas är en ort i Mexiko, tillhörande kommunen Jilotepec i den västra delen av delstaten Mexiko. Orten hade 2 593 invånare vid folkräkningen 2010.